# Gesetz gegen Verrat der Deutschen Volkswirtschaft

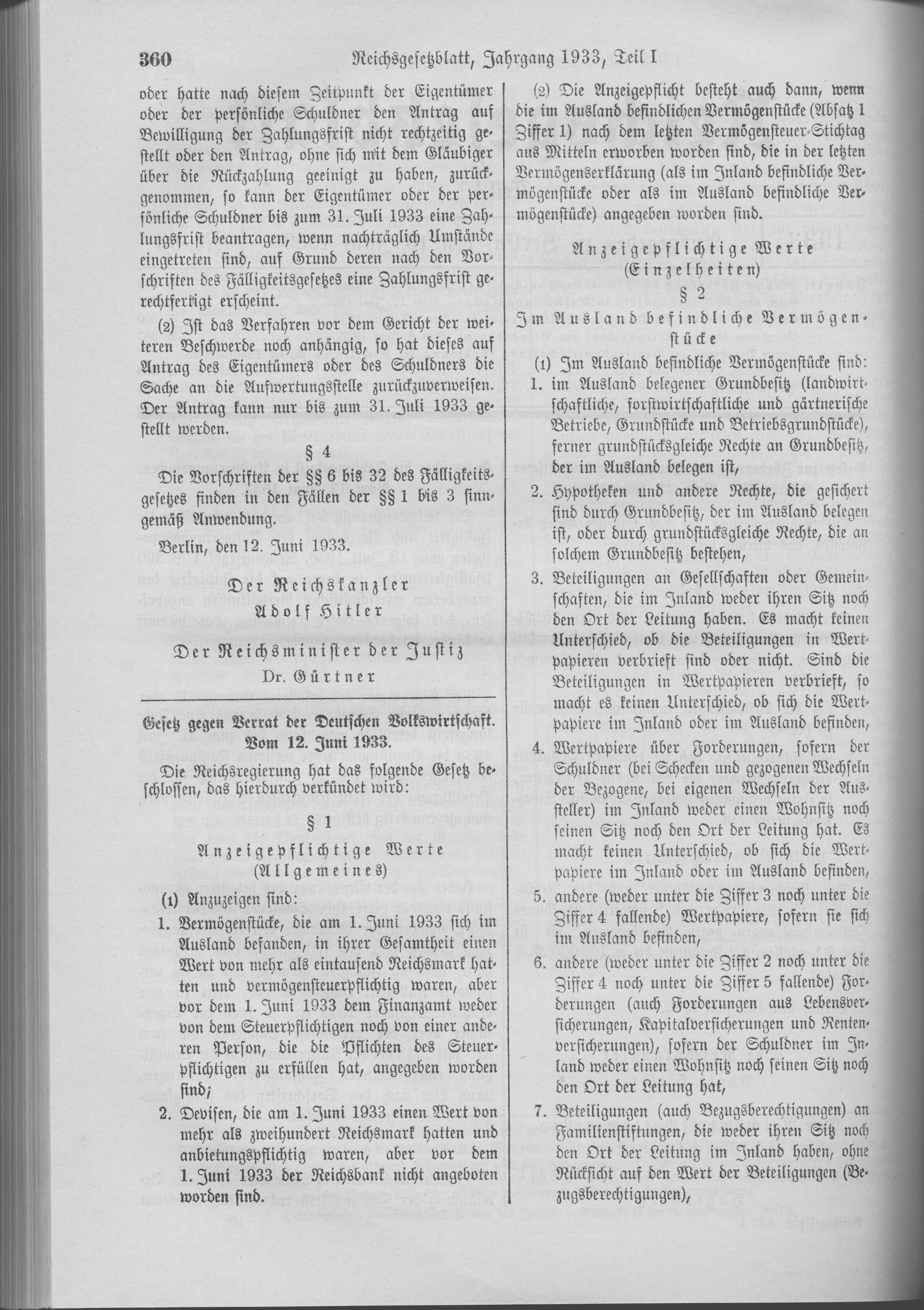
Gesetz gegen Verrat der Deutschen Volkswirtschaft vom 12. Juni 1933

Das Gesetz gegen Verrat der Deutschen Volkswirtschaft vom 12. Juni 1933 (RGBl. I, 360) erweiterte eine Anzeigepflicht für im Ausland befindliche Vermögenswerte und Devisen. Bei fristgerechter Anzeige bis zum 31. August 1933 wurde Straffreiheit für früher begangene Steuerzuwiderhandlungen zugesichert, für Nichtbefolgung wurden hohe Strafen angedroht.

## Inhalt
Steuerpflichtige mussten im Ausland befindliche vermögenssteuerpflichtige Vermögenswerte wie Immobilien, Hypotheken, Beteiligungen an Gesellschaften, bestimmte Schuldverschreibungen und Patente sowie Devisenbestände im Wert von über 200 Reichsmark bis zum Stichtag beim zuständigen Finanzamt oder einer anderen Behörde der Reichsfinanzverwaltung anzeigen.
Mit der Angabe der Devisenbestände war zugleich ein Angebot an die zuständige Devisenstelle verknüpft, die diese bis auf die Freigrenze gegen Reichsmark umtauschen konnte. Nach § 2 waren unter anderem Schmuck, Perlen, Edelmetalle sowie Kunstgegenstände und Sammlungen mit einem Wert von mehr als 1.000 Reichsmark meldepflichtig.
Bei vorsätzlichen Verstößen gegen die Anzeigepflicht war Zuchthausstrafe nicht unter drei Jahren angedroht, selbst bei mildernden Umständen betrug die Höchststrafe zehn Jahre Zuchthaus. Für fahrlässige Unterlassung war als Mindeststrafe Gefängnis nicht unter einem Jahr vorgesehen. Die Zuständigkeit erhielten Sondergerichte, bei denen Fristen verkürzt und Rechtsmittel eingeschränkt waren.
Weitere Durchführungsverordnungen vom 28. Juni 1933 (RGBl. I, 413), vom 30. September 1933 (RGBl. I, 697) und 20. November 1933 (RGBl. I, 984) bestimmten Einzelheiten wie Nachzahlungsmodalitäten und Wertpapierabgabe.

## Wirkungen
Diese Maßnahmen führten zu einem weiteren starken Rückzug deutscher Einlagen bei Schweizer Banken. Später erwiesen sich die abgeforderten Angaben als wichtige Grundlage für den Kunstraub, bei dem Nationalsozialisten im besetzten Ausland Sammlungen und Kunstwerke beschlagnahmten.